# ناحیه اوروش‌هازا
ناحیهٔ اوروشهازا (به مجاری: Orosháza) یک ناحیه در مجارستان است که در بکش واقع شده‌است. ناحیهٔ اوروشهازا ۷۱۷٫۱۸ کیلومتر مربع مساحت و ۵۱٬۴۸۲ نفر جمعیت دارد.